# 原子核パスタ

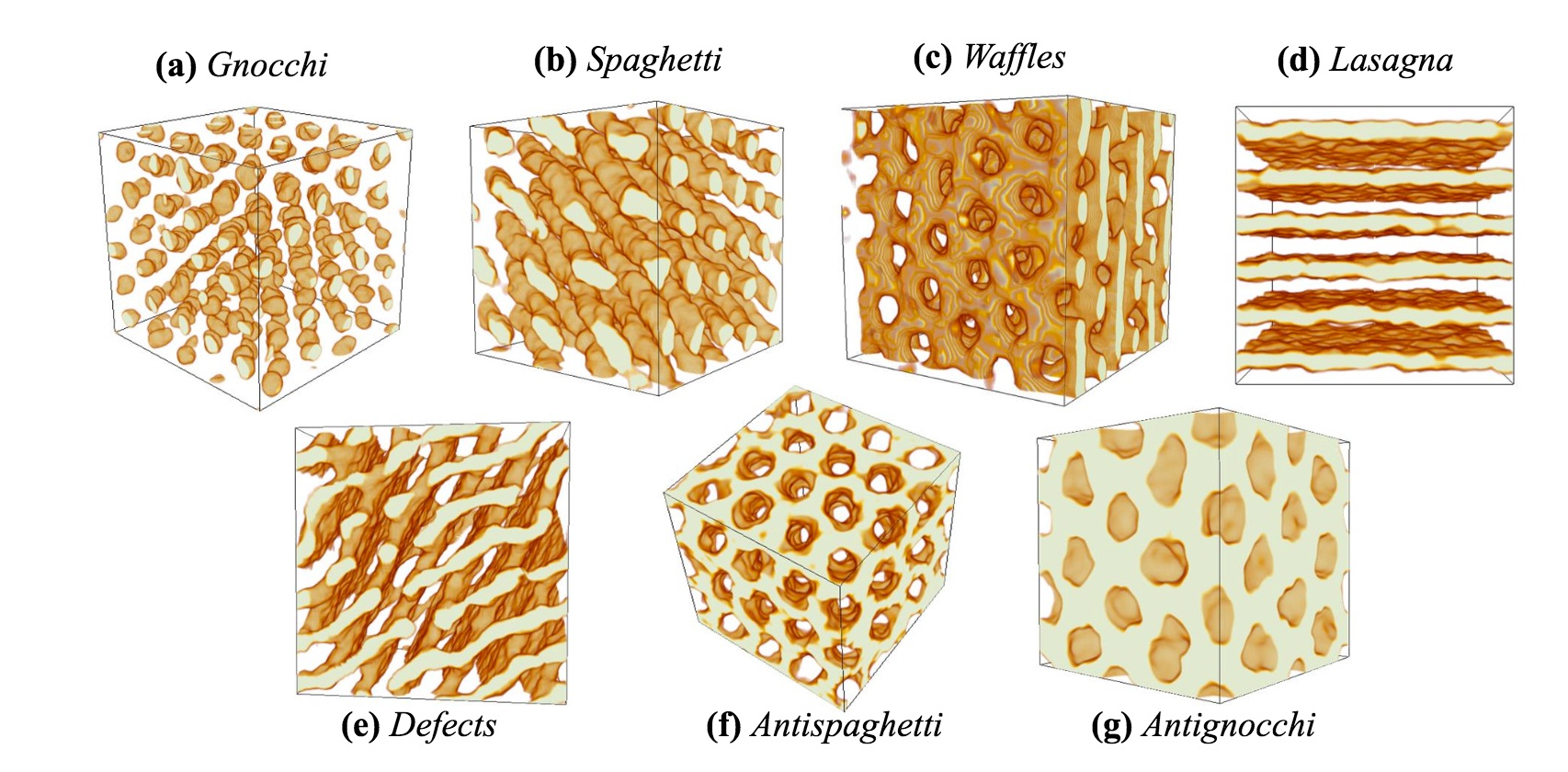
原子核パスタの構造例。左上から右に進んで(a)ニョッキ型、(b)スパゲッティ型、(c)ワッフル型、(d)ラザニア型、(e)デフェクト型、(f)逆スパゲッティ型、(g)逆ニョッキ型。圧力が高まるにつれてaからgに移行していくと考えられている。

原子核パスタ（げんしかくパスタ）または核パスタ（かくパスタ）とは、天体物理学や原子核物理学の用語で、中性子星の内殻に存在すると予想されている理論上の縮退構造。鋼鉄の100億倍の強度があり、宇宙で最も固い物質と予想されている。この構造は中性子と陽子による一種の相分離であり、微細構造同士の距離は20フェムトメートル程度である。その形状が様々な種類のパスタに似ていることから、宇宙物理学者などから原子核パスタと呼ばれている。

## 形成の原理

中性子星の断面図。外側から外殻、内殻、外核、内核となっており、内殻に原子核パスタが存在すると予想されている。

中性子星は、大質量の恒星が超新星爆発を起こした後に、その残骸として形成される。その質量は太陽の約1.4倍、半径は12キロメートル程度である。
中性子星の内部は、外側から外殻、内殻（インナークラスト）、外核、内核となっている。外殻は比較的密度が低いために物質が原子核の状態を保っている。内殻は密度が非常に高いため、電子と陽子が反応して中性子が発生し（電子捕獲）、電子と陽子が減って中性子が増える。
内殻の厚さは約1キロメートルで、密度は標準原子核密度の半分より小さい。内殻では核力（引力）とクーロン斥力が同程度の大きさになるため、中性子と陽子による一種の相分離が発生し、このためさまざまな複雑な構造（原子核パスタ）が形成されると考えられている。
内殻のさらに内側である外核では、原子核は全て失われてほとんどが中性子となり、パスタ構造も失われる。

## 研究の歴史
1983年、イリノイ大学のレイヴンホールらは、中性子星の内部に生じる複雑な構造を「スパゲッティ状、あるいはラザニア状」と表現している。
2000年、ワシントン大学のバルガックらは、中性子星に球状、棒状、板状、シリンダー状、泡状の不均質な相がかなり前から予測されており、それがしばしば「パスタ相」と呼ばれていると紹介した。
2018年9月18日、カナダのマギル大学の博士研究員、マシュー・キャプランらは、コンピュータシミュレーションを使って、中性子星内部のパスタ構造が宇宙で知られている最も固い物質であると発表した。翌日、科学ニュースwebサイトライブ・サイエンスは、核パスタを料理に例えて「死にかけの超新星を爆発するまで煮込みます」「つぶれた星のコアにある陽子と電子を中性子のスープになるまでかき混ぜます」「中性子シチューを潰してトロントぐらいの大きさに丸め、結晶質の皮で覆ったら温度60万度で提供します」と紹介している。9月23日にはギズモード・ジャパンがマギル大学の報告とライブ・サイエンスの記事を紹介している。

## 参考画像

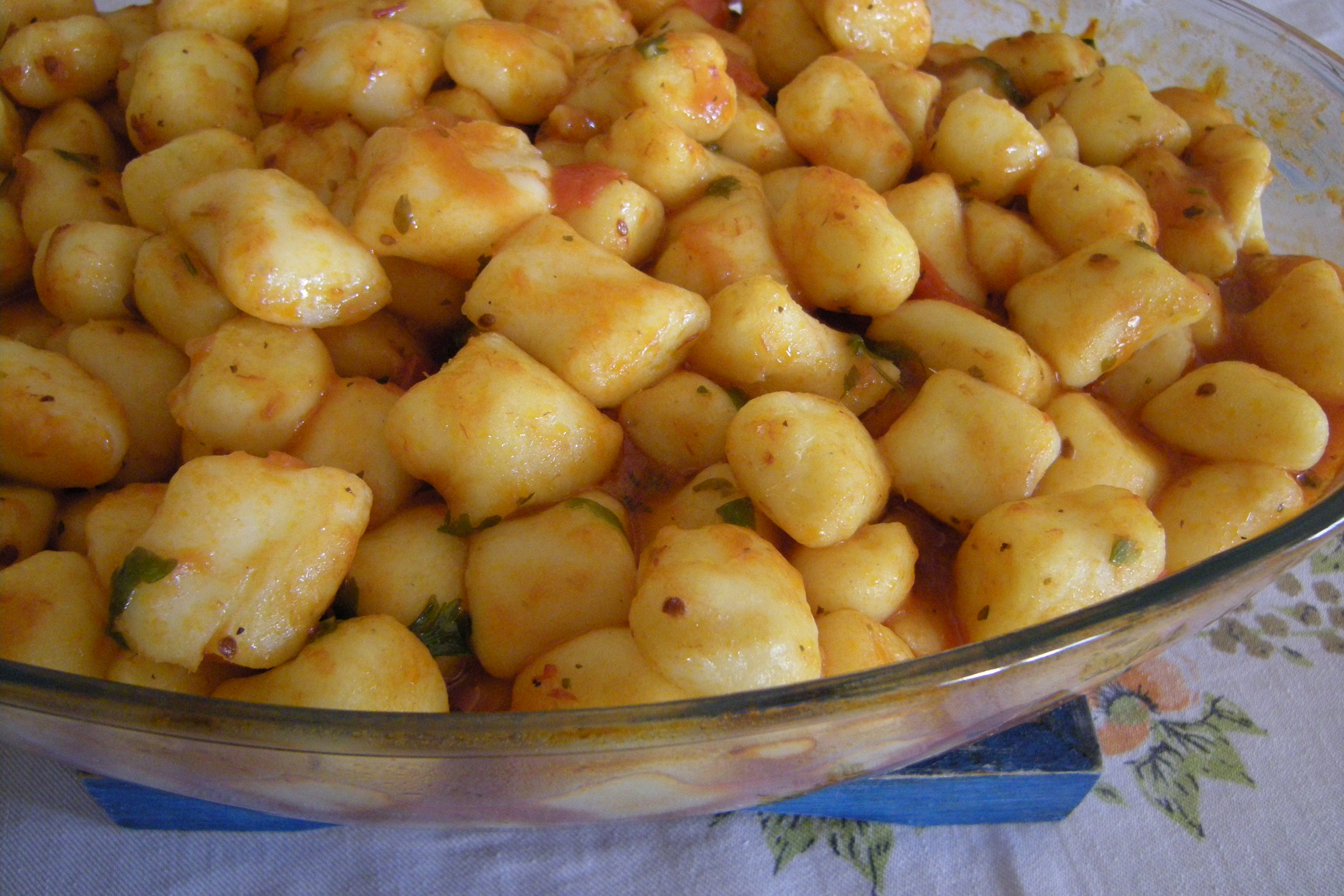
ニョッキ
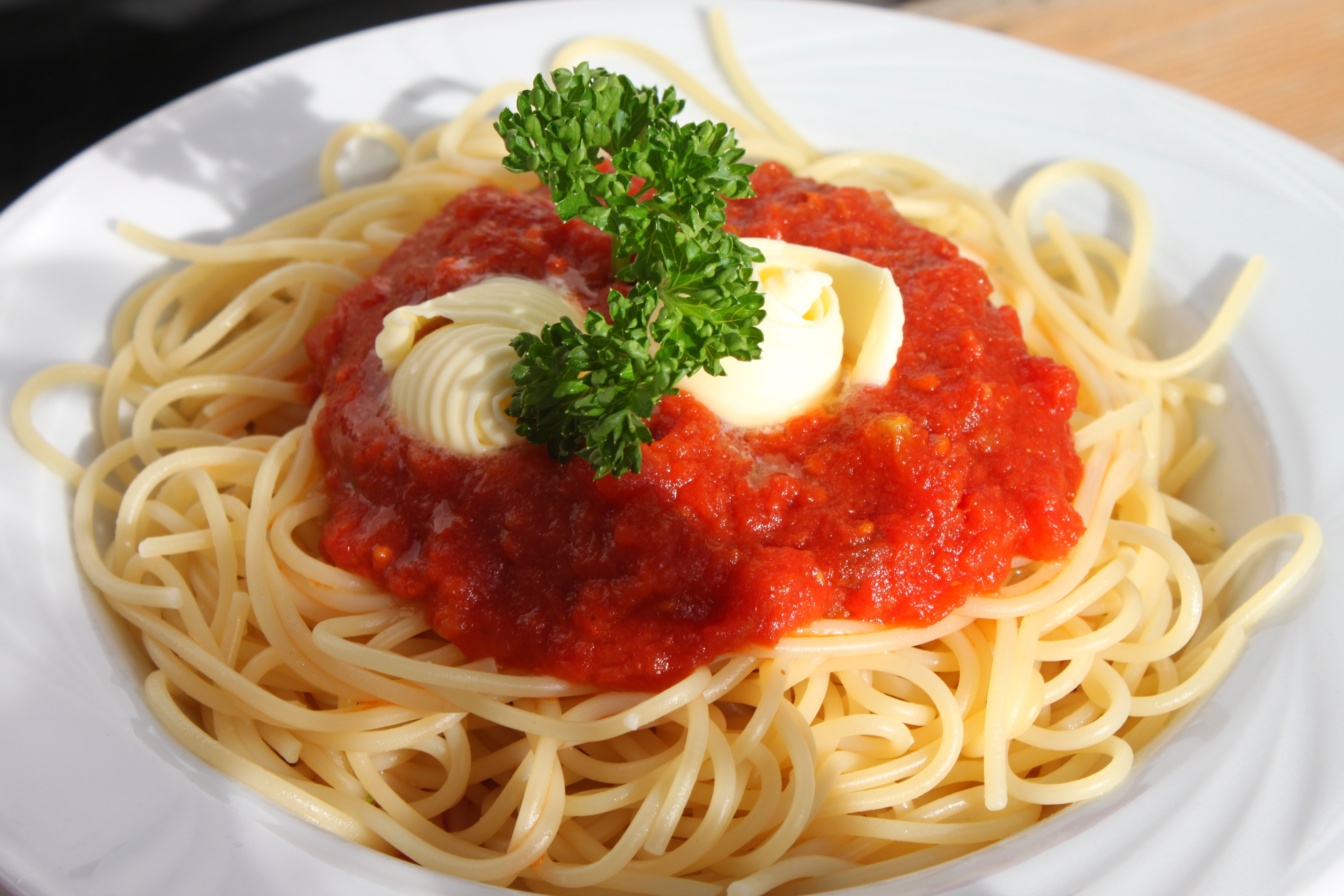
スパゲッティ
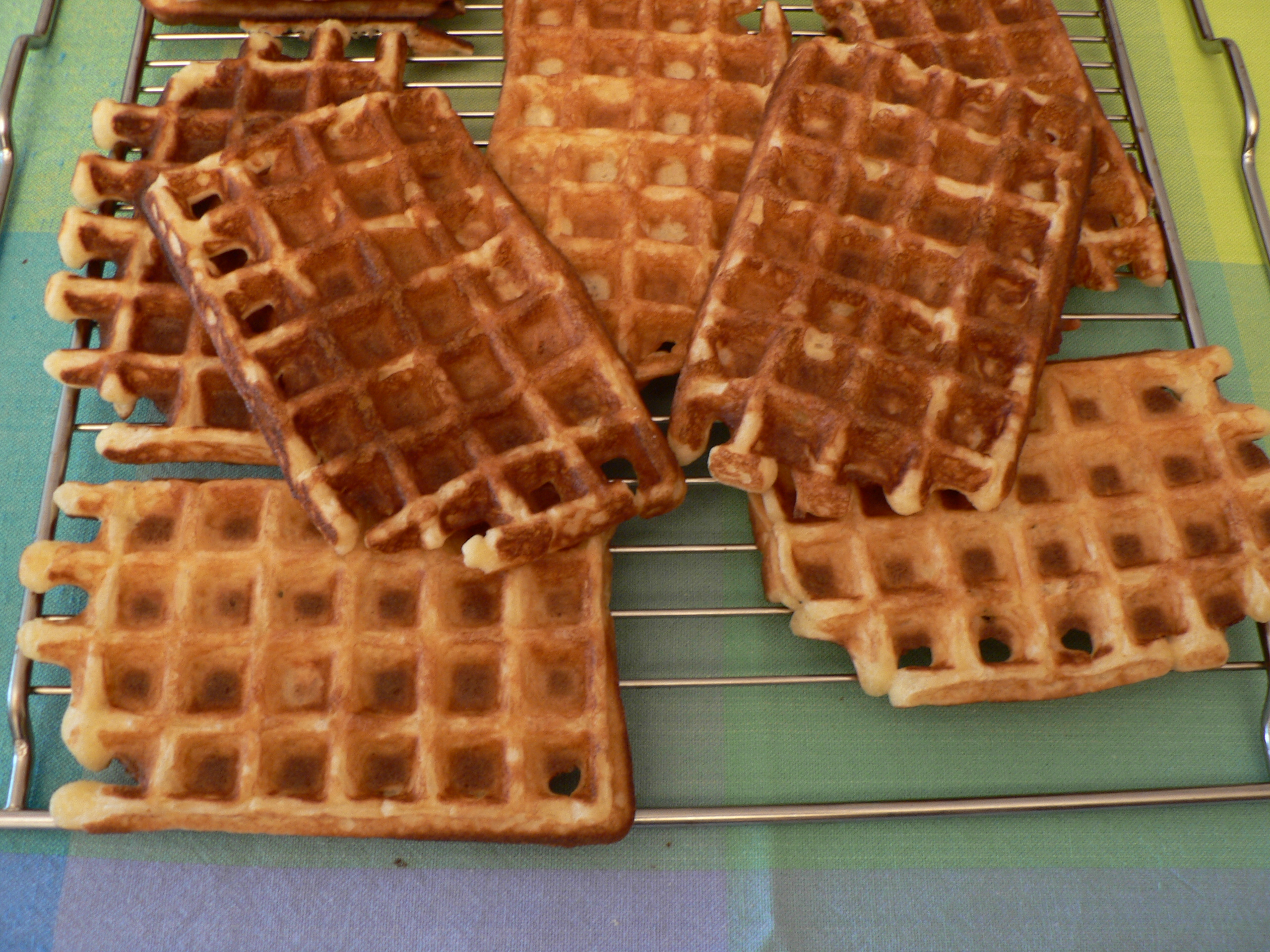
ワッフル
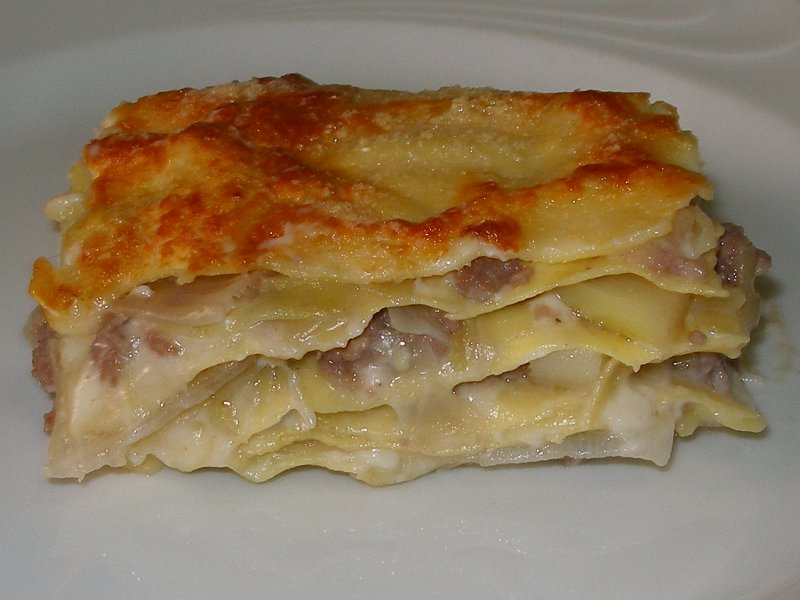
ラザニア